# إسحاق دونكور
إسحاق دونكور (بالإنجليزية: Isaac Donkor)‏ هو لاعب كرة قدم غاني في مركز الهجوم، ولد في 16 نوفمبر 1991 في غانا. شارك مع منتخب غانا تحت 17 سنة لكرة القدم. أما مع النوادي، فقد لعب مع نادي أدوانا ستارز.

## وصلات خارجية
- إسحاق دونكور على موقع الاتحاد الدولي (مؤرشف)  (الإنجليزية)